# 格林布賴爾 (阿拉巴馬州)
格林布賴爾（英語：Greenbrier）是一個位於美國阿拉巴馬州萊姆斯通縣的非建制地區。該地的面積和人口皆未知。

## 地理
格林布賴爾的座標為34°40′15″N 86°50′37″W / 34.67083°N 86.84361°W，而該地的平均海拔高度為181米（即610英尺）。